# جهان وارکرفت: جنگ‌سالاران درینور
«دنیای وارکرفت: جنگ سالاران درینور» (انگلیسی: World of Warcraft: Warlords of Draenor) یک بازی ویدئویی در سبک بازی نقش آفرینی بر خط چندنفره گسترده است که توسط بلیزارد انترتینمنت در سال ۲۰۱۴ برای پلت‌فرم مایکروسافت ویندوز منتشر شده‌است. در این نسخه گاروش هل اسکریم به زمان گذشته بر میگردد و آیرون هورد رو تشکیل میدهد و از برده شدن اورک ها جلوگیری میکند . سپس به آزروث حمله میکند .